# Tine Schøyen
Tine Schøyen (ur. 28 września 1982 w Stavanger) – norweska wioślarka.

## Osiągnięcia
- Mistrzostwa Świata Juniorów – Zagrzeb 2000 – czwórka podwójna – 2. miejsce[1].
- Mistrzostwa Świata – Mediolan 2003 – dwójka podwójna – 14. miejsce[1].
- Mistrzostwa Świata – Eton 2006 – jedynka – brak[1][2].
- Mistrzostwa Świata – Monachium 2007 – jedynka – 16. miejsce[1].
- Mistrzostwa Europy – Poznań 2007 – dwójka podwójna – 7. miejsce[1].